# Ferdinando Tacconi
Pour les articles homonymes, voir Tacconi.
Ferdinando Tacconi (né le 27 décembre 1922 à Milan et mort le 11 mai 2006 à Milan) est un dessinateur italien de bandes dessinées. Dessinateur réaliste, il a réalisé des histoires dans de très nombreux genres pour les marchés populaires italien, français (petits formats) et britannique.

## Œuvres
- Yataca, Fils-du-Soleil (20 épisodes en couleurs pour la revue de bandes dessinées YATACA, de juillet 1968 à février 1970)
- Dylan Dog.
- Mister No.
- Nick Raider.
- Les Gentlemen (dessin), avec Alfredo Castelli (scénario) :

1. Scotland Yard se rebiffe, Fleurus, 1979  (ISBN 2-215-00296-4)[3].
2. Le Dada de ces messieurs, Fleurus (France) / EDI-3 (Belgique), 1980  (ISBN 2-215-00329-4).

- Les Gentlemen (dessin), avec Alfredo Castelli (scénario), Hachette (France) / Novedi (Belgique), :

1. Le Club des quatre, 1981  (ISBN 2-01-008167-6).
2. L'Épée du Roi Arthur, 1981  (ISBN 2-01-008169-2).
3. Le Triangle d'or, 1982  (ISBN 2-01-008910-3).
4. Les Gentlemen à Barcelone, 1982  (ISBN 2-01-008921-9).